# Сен-Пурсен-сюр-Сьюль (кантон)
Сен-Пурсе́н-сюр-Сьюль (фр. Saint-Pourçain-sur-Sioule) — кантон во Франции, находится в регионе Овернь, департамент Алье. Входит в состав округа Мулен.
Код INSEE кантона — 0326. Всего в кантон Сен-Пурсен-сюр-Сьюль входит 14 коммун, из них главной коммуной является Сен-Пурсен-сюр-Сьюль.

## Коммуны кантона
| Коммуна              | Население, чел. (2007) | Почтовый индекс | Код INSEE |
| -------------------- | ---------------------- | --------------- | --------- |
| Бейе                 | 668                    | 03500           | 03018     |
| Бранса               | 511                    | 03500           | 03038     |
| Вернёй-ан-Бурбонне   | 249                    | 03500           | 03307     |
| Континьи             | 598                    | 03500           | 03083     |
| Лафелин              | 191                    | 03500           | 03134     |
| Лориж                | 295                    | 03500           | 03148     |
| Луши-Монфан          | 451                    | 03500           | 03149     |
| Марсена              | 358                    | 03260           | 03160     |
| Монете-сюр-Алье      | 539                    | 03500           | 03176     |
| Монтор               | 248                    | 03500           | 03188     |
| Паре-су-Бриай        | 613                    | 03500           | 03204     |
| Сен-Пурсен-сюр-Сьюль | 5 045                  | 03500           | 03254     |
| Сессе                | 368                    | 03500           | 03049     |
| Сольсе               | 655                    | 03500           | 03267     |

## Население
Население кантона на 2007 год составляло 10 789 человек.
| 1962  | 1968   | 1975   | 1982   | 1990   | 1999   | 2006   | 2007   | 2008 |
| ----- | ------ | ------ | ------ | ------ | ------ | ------ | ------ | ---- |
| 9 897 | 10 680 | 10 579 | 10 277 | 10 207 | 10 644 | 10 765 | 10 789 | —    |